# Vrela (Teslić, BiH)
Vrela su selo u općini Teslić, u Republici Srpskoj, u Bosni i Hercegovini. Imaju status mjesne zajednice. Broje nešto manje od dvije stotine stanovnika, velikom većinom srpske nacionalnosti. U prošlosti je selo bilo dio okolnih sela: Žarkovine ili Stenjaka u općini Teslić, ili Kaloševića u općini Tešanj.
S južne i jugoistočne strane selo okružuju brda prema Tesliću, od kojih je najistaknutiji vrh Debelo Brdo. Sa sjeverne strane okružuje ga rijeka Velika Usora. Na zapadu je tjesnac kod brda Škrebin Kamen, a na istoku tjesnac prema selu Kalošević u Federaciji Bosne i Hercegovine.
Do 1968. godine u selu je bila željeznička stanica.
Tijekom rata u Bosni i Hercegovini, selo Vrela je bilo bitan granični prelaz između Republike Srpske i Federacije Bosne i Hercegovine, na kojem su vršene veće razmjene zarobljenika, poginulih ili civila.
Danas ga naseljavaju veće obitelji Škrebić, Bubić, Ivanić, Smiljić i nekoliko manjih obitelji.

## Vanjske poveznice
- Obiteljska stranica Škrebića